# Shawn-Douglas Brady
Shawn-Douglas Brady est un personnage de fiction du feuilleton télévisé Des jours et des vies. Il est interprété par Brandon Beemer depuis 2016.

## Interprètes
- Noel Bennett Castle (1987)
- Paul Zachary (1990)
- Scott Groff (1990-1995)
- Collin O'Donnell (1995-1999)
- Jason Cook (1999-2006, 2015)
- Brandon Beemer (2006-2008, depuis 2016)

## Histoire du personnage
Né en 1987, Shawn est le fils d’un supercouple, Bo et Hope Brady. Peu de temps après sa naissance, il quitte Salem avec eux ; Ils reviennent en 1990. Cependant, la tragédie frappe lorsque sa mère est présumée morte quelques mois plus tard. La même année, Shawn tombe dans un tuyau et perd l’ouïe. Avec la disparition de sa mère, Shawn et son père se rapprochent du médecin de Shawn et finalement de la fiancée de Bo, Carly Manning. Lorsque les fiançailles de Bo et Carly se terminent, Shawn se lie avec la nouvelle petite amie de Bo, Billie Reed, qui devient plus tard la femme de Bo. Puis, la mère de Shawn, Hope, retourne à Salem. Bien que Hope ne sache pas qui elle est au début, sa mémoire revient et Bo et Hope se réunissent. Shawn finit par retrouver l’ouïe. À un âge précoce, Shawn est kidnappé par Stefano DiMera, mais s’échappe. Au lycée, Shawn rivalise avec Philip Kiriakis pour l’affection romantique de Belle Black et Chloe Lane. Shawn et Belle forment un couple, tandis que Philip et Chloé vivent une brève idylle. L’été suivant, Shawn et Belle rejoignent d’autres adolescents de Salem High pour un voyage malheureux à Porto Rico. Alors qu’il est à la recherche du rubis disparu d’Alice Horton, Shawn est pris dans la tragédie personnelle de Jan Spears. Elle tombe enceinte après avoir été violée sur l’île, et Shawn propose de dire qu’il est le père pour lui épargner toute humiliation supplémentaire, déchirant sa relation avec Belle. 
À la fin de sa dernière année, Belle apprend la vérité et les deux sont sur le point de se réconcilier. Cependant, les carrières universitaires imminentes, l’arrivée de Rex et Cassie Brady et de vieux problèmes de confiance les séparent. Lorsque Hope et le petit frère de Shawn sont kidnappés, Belle et Shawn se réunissent pour les retrouver. Cependant, Philip Kiriakis retourne à Salem, et lui et Belle sont jumelés dans l’émission de rencontres Love is Blind.
D’autres ennuis s’ensuivent lorsque Jan Spears pointe sa tête sournoise à Salem. Shawn quitte Salem désemparé et confus par la révélation que la mère de Belle, Marlena Evans, est la Salem Stalker et responsable de la mort des membres de la famille de Shawn. C’est exactement l’opportunité dont Jan a besoin. Elle jette son filet et retient Shawn captif dans une cage géante. Cela permet à Belle de se rapprocher de Philip.
Une fois que Shawn s’échappe enfin, il écrase sa moto, le laissant amnésique. Jan poursuit ses plans diaboliques en convainquant non seulement Shawn qu’ils étaient amoureux, mais qu’ils étaient fiancés. Le destin s’en mêle : Shawn se rend compte de son amour pour Belle, et il écrase sa moto à travers la fenêtre de St. Luke’s, mais ne peut pas empêcher son mariage avec Philip. Plus tard, Shawn participe même à une mission de sauvetage lorsque la troupe de Philip est prise en otage à l’étranger. Il passe finalement à autre chose après que Belle ait donné naissance à la fille de Philip, Claire, bien qu’inconnue de tous, Claire soit en fait la fille de Shawn.
Après le mariage de Belle et Philip, Shawn et Mimi explorent leurs sentiments l’un pour l’autre. Le soir du Nouvel An, ils se fiancent et se marient plus tard.
Un test ADN prouve que Shawn est le père biologique de Claire. Cela crée une situation complexe pour Shawn et Belle, car une confusion in vitro signifie que Belle porte un deuxième bébé dont Shawn est le père.
Quand Shawn apprend que Mimi sait qu’il est le père de Claire et qu’il ne le lui a jamais dit, il déclare que leur mariage est terminé et s’en va. En apprenant que Victor connaît également la vérité sur la paternité de Claire, il fait passer une voiture de course à travers un mur du manoir Kiriakis et déclare qu’il en a fini avec Victor également.
Belle perd le bébé qu’elle porte. Peu de temps après, Shawn comprend mal une conversation que Belle a avec Carrie, ce qui l’amène à croire qu’elle ne veut rien avoir à faire avec lui. Il trouve du réconfort auprès de Willow, une ancienne prostituée, et les deux finissent par emménager ensemble. Shawn insiste pour que Willow se cache de Belle, ce qui crée beaucoup de tension dans leur relation. Il veut toujours avoir une relation avec Claire, et Belle lui dit que le seul moyen est d’éclaircir sa vie. Restant avec Willow par sympathie, ce qui semble être une habitude chez Shawn, il éloigne Belle de plus en plus. Après une autre mauvaise décision de travailler pour E.J. Wells en tant que coursier, Bo décide qu’il est temps d’intervenir et d’avertir son fils.
Après plusieurs démêlés avec Willow et Belle, Shawn décide finalement d’être un bon père pour Claire et qu’il doit arrêter de travailler pour EJ Wells et rompre avec Willow. Peu de temps après que Shawn ait demandé à Willow de déménager, elle met le feu à l’appartement et Shawn est expulsé. Shawn est forcé d’emménager chez ses parents.
Juste au moment où Belle et Shawn se rapprochent, ils reçoivent des documents judiciaires indiquant que Philip se bat contre eux pour la garde. Philip obtient la garde temporaire de Claire et Shawn et Belle, dévastés, reçoivent l’ordre de suivre des cours d’éducation parentale. Alors que Victor et Philip quittent la salle d’audience, Shawn entend Victor dire qu’ils n’abandonneront jamais Claire maintenant qu’ils l’ont. Tout le monde sait que Victor a payé le juge tout comme il a payé l’employé du service de protection de l’enfance, et même Willow pour témoigner au tribunal contre Shawn.
Mimi dit à Shawn qu’un jour plus tard, alors qu’elle se trouvait au manoir Kiriakis pour confronter Philip, elle a vu un passeport pour Claire. Shawn prend la décision que lui et Belle doivent battre Philip et Victor à leur propre jeu en kidnappant Claire et en s’enfuyant. Au bout de quelques mois, ils sont allés au Canada, puis ont pris un bateau pour l’Australie. Ils sont poursuivis par Philippe à chaque coin de rue. Ils se retrouvent sur une petite île appelée Tinda Lau où ils doivent finalement fuir Philip à nouveau. C’est dans cette poursuite finale que Philip détruit le moteur de leur bateau et tue presque tout le monde, y compris lui-même. Lorsqu’ils se rendent compte que la mort est une possibilité, ils promettent que s’ils s’en sortent, ils retourneront à Salem en tant qu’amis et qu’ils trouveront un arrangement de garde acceptable. Pendant qu’ils fuyaient Philip, Shawn et Belle se sont rapprochés et se sont remis ensemble.
Belle demande à Philip d’aider Shawn à trouver un emploi et Philip s’arrange pour que Shawn trouve un emploi dans une entreprise appartenant à Titan, dans l’Ohio, qui nécessite de nombreux déplacements. Il ne faut pas longtemps avant que Shawn découvre comment il a décroché l’interview et par coïncidence, il reçoit un appel de Mimi au sujet du bébé que Philip est censé avoir avec la mère porteuse. Le 4 juillet 2007, Shawn est censé être allé à l’entretien, mais au lieu de cela, il s’envole pour Indianapolis pour rencontrer Lauren, la mère porteuse. Au lieu de mettre fin à la grossesse comme elle l’avait promis, elle garde le bébé et extorque de l’argent à Bonnie Lockhart jusqu’à ce qu’elle ne puisse plus le faire. Cela conduit Philip à recevoir des appels téléphoniques harcelants jusqu’à ce qu’il confronte Lauren.
Le 25 juillet 2007, Shawn demande à Belle Black de l’épouser. La tentation et le chagrin d’avoir perdu son père amènent Belle à coucher avec Philip. Le 23 novembre 2007, Belle et Shawn se marient lors d’une cérémonie chez ses parents. Son père n’y assiste pas. Le 31 décembre 2007, Belle avoue à Shawn qu’elle a couché avec Philip. En mars 2008, Shawn et Belle se réconcilient et décident de faire comme les parents de Shawn et de parcourir le monde pour renforcer leur mariage et trouver la paix. En octobre 2011, Hope mentionne qu’elle a reçu un e-mail de Shawn, disant qu’il est heureux que tout se soit arrangé avec ses parents et qu’ils manquent à leur petite-fille, Claire.
Shawn retourne brièvement à Salem à la fin de 2015, à la grande surprise de sa mère, au Brady Pub avant de repartir. En janvier 2016, il retourne à Salem avec l’intention d’être là pour sa fille et de régler les choses avec Belle. Lorsque Belle le refuse, lui disant que leur mariage est terminé et qu’elle passe à autre chose avec son ex-mari Philip, Shawn se trouve un emploi à Salem, où il rencontre Lani Price (Sal Stowers). Shawn et Lani sortent ensemble pendant un petit moment, mais Shawn et Belle décident finalement de donner une seconde chance à leur mariage. Shawn rompt avec Lani. Belle reçoit une offre d’emploi à Hong Kong. Shawn et Belle s’y installent. À la fin de l’année 2016, Shawn retourne à Salem alors que sa mère Hope Brady est jugée pour le meurtre de Stefano Dimera. Shawn reste dans les parages pendant un certain temps pour soutenir sa mère, sa sœur Ciara et sa fille Claire pendant cette période difficile. Hope est libérée de prison et Shawn retourne auprès de Belle à Hong Kong. Shawn et Belle retournent à Salem en décembre 2017 pour soutenir leur fille après la fusillade de son petit ami Theo Carver.
Claire et Theo se séparent et elle commence à sortir avec Tripp Dalton, dont elle devient obsédée. Cela met Claire dans le pétrin, ce qui nécessite heureusement la visite de ses parents. Après avoir presque brûlé à mort Ciara, la petite sœur de Shawn, Shawn et Belle se présentent à l’hôpital universitaire et jurent de rester aux côtés de leur fille pour l’aider à aller mieux.
En novembre 2019, Shawn et Belle se rendent à la dernière réunion à New York où ils rencontrent leurs anciens amis de lycée Philip Kiriakis, Mimi Lockhart, Chloe Lane, Susan, Kevin et Jason. Malheureusement, le plaisir est interrompu lorsque le vieil ennemi juré de Shawn, Jan Spears, se présente étonnamment pour kidnapper Shawn. Elle tente également de faire exploser Belle et les autres avec une bombe. Jan est envoyé à Shady Pines pour ce crime.
Au cours de l’été 2020, Claire semble apte à retourner dans la société et elle est donc libérée de Bayview. Shawn et Belle restent à Salem pour s’assurer que Claire va mieux. Shawn assiste également au mariage de sa petite sœur Ciara avec Ben Weston. Le mariage se termine par une bombe provoquée par Eve Donovan et Vincent Bellman, ce qui conduit finalement à la disparition de Ben et à la mort présumée de Ciara Brady Weston. Shawn aide sa mère dans l’enquête de police.
Au grand mécontentement de Shawn, Philip retourne à Salem cet été-là. De plus, Jan Spears se présente à Salem et se lie d’amitié avec Claire. Cela rend Shawn furieux et il avertit sévèrement sa fille de rester à l’écart de Jan Spears.